# Artístone
Artístone, Artistun ou Artastuna foi uma esposa de Dario I da Pérsia, e se tornou a principal esposa após Dario haver repudiado Atossa, a filha de Ciro. Segundo Heródoto, Artístone também era filha de Ciro, porém James Ussher considera que Heródoto errou, e que Artístone era a bíblica Ester.

## Biografia
Dario, logo após ter se tornado rei do Império Aquemênida, casou-se com várias nobres, duas filhas de Ciro, Atossa e Artístone, uma filha de Esmérdis, filho de Ciro, chamada Parmis, e a filha de Otanes, que havia descoberto que Esmérdis havia sido morto e que um mago estava se passando por ele. Atossa havia sido casada com Cambises II, porém Artístone era virgem.
Artístone, filha de Ciro, foi a esposa preferida de Dario, e deu a ele dois filhos, Arsames  e Góbrias, e uma filha, Artozostre. Dario fez uma imagem de ouro de Artístone.
Artístone é citada como Irtašduna nos Arquivos da Fortificação de Persépolis, e foi uma das mulheres mais influentes na corte aquemênida.

## Identificação com Ester
James Ussher identifica Artístone com a bíblica Ester.
Por esta identificação, Assuero/Dario recebeu a virgem Ester/Artístone como esposa no ano 518 a.C., mas só consumou o casamento em 514 a.C., no ano do 19o jubileu, quando ela foi feita rainha no lugar de Vasti/Atossa. O fato de Heródoto ter feito Artístone filha de Ciro pode ser ou porque Heródoto não conhecia tudo sobre a genealogia dos persas, ou porque os próprios persas ocultaram de Heródoto o nome de Ester.
Outra evidência da identificação Assuero = Dario foi que, no ano 495 a.C., houve uma taxação na Jônia, por Artafernes, governador de Sárdis, logo após a frota fenícia ter conquistado as ilhas do Mar Egeu para os persas. O rei Assuero  «(...) impôs tributo à terra e às ilhas do mar.» (Ester 10:1–3), e o único rei dos reis que poderia se enquadrar é Dario, pois seu filho Xerxes I perdeu as ilhas para os gregos com a paz de Antalcidas.